# Каин (Legacy of Kain)
Каин (англ.  Kain) — игровой персонаж, заглавный герой серии игр Legacy of Kain.

## Биография
Дворянин Каин был убит разбойниками и восстал из мертвых как вампир. На него была возложена миссия Стража Равновесия: восстановить равновесие в Носготе посредством убийства развращенных членов Круга, пренебрегающих своим долгом поддержания Колонн Носгота. Поняв в итоге, что им манипулировали, Каин сам разрушил Колонны и постепенно превратил Носгот в страну тьмы, став её правителем. Долгое время спустя, когда империя вампиров рухнула, а из мертвых вторично явился одержимый желанием мести Каину его бывший помощник Разиэль, движущей силой Каина стали попытки избежать своей судьбы и «исправить» содеянные ошибки, используя в том числе и Разиэля, что привело его к роли Наследника Равновесия (англ. Scion of Balance).
Если во времена Blood Omen и Blood Omen 2 Каин — ещё во многом наивный и высокомерный, но при этом маниакально-кровожадный антигерой, то ко временам Soul Reaver он предстает умудренным веками жизни, чрезвычайно хитроумным и изощренным манипулятором, в итоге все-таки возвращающимся к идее спасения родного для него мира — уже выстраданной и осознанной.

## Этимология имени
Имя Каин (ивр. קין, более употребительный английский вариант: Cain), согласно Библии, носил старший сын Адама, убивший своего брата Авеля и подвергнутый за это проклятию. В средневековой традиции считалось, что всевозможные чудовища и упыри происходят от библейского Каина (например, в англосаксонской эпической поэме «Беовульф» монстр Грендель — потомок Каина), а в современном сеттинге для настольной ролевой игры Vampire: The Masquerade все вампиры являются потомками Каина, первого вампира. Среди русскоязычных поклонников Legacy of Kain также в ходу вариант «Кейн» — согласно английскому произношению имени Cain/Kain.